# 2020-as WTCR magyar nagydíj
A 2020-as WTCR magyar nagydíj a 2020-as túraautó-világkupa negyedik állomása, amit október 17 és október 18-a között rendeztek meg a Hungaroring-i aszfaltcsíkon. A hétvége során a helyszínen szerepelt a Kamion-Európa-bajnokság mezőnye is.
Az esemény a Koronavírus-járvány következtében zártkapus volt, így a nézők nem látogathattak ki személyesen a helyszínre.
A résztvevők között változás volt, hogy egyéb kötelezettségei miatt az Engstler Hyundai N Liqui Moly Racing Team versenyzője Nicky Catsburg nem vett részt a hétvégén, őt az eddig az ADAC TCR Germany sorozatban szereplő Nico Gruber helyettesíti, valamint a Target Competition csapata szintén egy Hyundai-jal nevezte José Manuel Sapag-ot a hétvégére szabadkártyásként.

## Időterv
| Dátum/Nap           | Időpont       | Esemény           | Esemény           |
| ------------------- | ------------- | ----------------- | ----------------- |
| október 17/szombat  | 9:30 – 10:15  | 1. szabadedzés    | 1. szabadedzés    |
| október 17/szombat  | 12:15 – 12:45 | 2. szabadedzés    | 2. szabadedzés    |
| október 17/szombat  | 15:30 – 15:50 | Időmérő           | 1. etap           |
| október 17/szombat  | 15:55 – 16:05 | Időmérő           | 2. etap           |
| október 17/szombat  | 16:15 –       | Időmérő           | 3. etap           |
|                     |               |                   |                   |
| október 18/vasárnap | 9:15 – 9:45   | 1. futam (12 kör) | 1. futam (12 kör) |
| október 18/vasárnap | 12:15 – 12:45 | 2. futam (12 kör) | 2. futam (12 kör) |
| október 18/vasárnap | 16:15 – 16:50 | 3. futam (15 kör) | 3. futam (15 kör) |
| Forrás:             |               |                   |                   |

## Előzetes nevezési lista
| Csapat                                    | Autó                            | Rajtszám                   | Versenyző                  | Kategória                  | Kategória                  |
| Teljes szezonos résztvevők                | Teljes szezonos résztvevők      | Teljes szezonos résztvevők | Teljes szezonos résztvevők | Teljes szezonos résztvevők | Teljes szezonos résztvevők |
| ----------------------------------------- | ------------------------------- | -------------------------- | -------------------------- | -------------------------- | -------------------------- |
| BRC Hyundai N LUKOIL Squadra Corse        | Hyundai i30 N TCR               | 1                          | Michelisz Norbert          |                            |                            |
| BRC Hyundai N LUKOIL Squadra Corse        | Hyundai i30 N TCR               | 30                         | Gabriele Tarquini          |                            |                            |
| Engstler Hyundai N Liqui Moly Racing Team | Hyundai i30 N TCR               | 8                          | Luca Engstler              | Újonc                      | Újonc                      |
| Engstler Hyundai N Liqui Moly Racing Team | Hyundai i30 N TCR               | 97                         | Nico Gruber                | Újonc                      | Újonc                      |
| ALL-INKL.DE Münnich Motorsport            | Honda Civic Type R TCR (FK8)    | 9                          | Tassi Attila               |                            |                            |
| ALL-INKL.DE Münnich Motorsport            | Honda Civic Type R TCR (FK8)    | 18                         | Tiago Monteiro             |                            |                            |
| ALL-INKL.COM Münnich Motorsport           | Honda Civic Type R TCR (FK8)    | 29                         | Néstor Girolami            |                            |                            |
| ALL-INKL.COM Münnich Motorsport           | Honda Civic Type R TCR (FK8)    | 86                         | Esteban Guerrieri          |                            |                            |
| Cyan Performance Lynk & Co                | Lynk & Co 03 TCR                | 11                         | Thed Björk                 |                            |                            |
| Cyan Performance Lynk & Co                | Lynk & Co 03 TCR                | 12                         | Santiago Urrutia           |                            |                            |
| Cyan Racing Lynk & Co                     | Lynk & Co 03 TCR                | 68                         | Yann Ehrlacher             |                            |                            |
| Cyan Racing Lynk & Co                     | Lynk & Co 03 TCR                | 100                        | Yvan Muller                |                            |                            |
| Comtoyou Racing                           | Audi RS 3 LMS TCR               | 16                         | Gilles Magnus              | Újonc                      | Trophy                     |
| Comtoyou Racing DHL Team Audi Sport       | Audi RS 3 LMS TCR               | 23                         | Nathanaël Berthon          | Trophy                     | Trophy                     |
| Comtoyou Racing DHL Team Audi Sport       | Audi RS 3 LMS TCR               | 31                         | Tom Coronel                | Trophy                     | Trophy                     |
| Vuković Motorsport                        | Renault Mégane RS TCR           | 34                         | Aurélien Comte             | Trophy                     | Trophy                     |
| Zengő Motorsport Services KFT             | Cupra León Competición TCR      | 55                         | Boldizs Bence              | Újonc                      | Trophy                     |
| Zengő Motorsport Services KFT             | Cupra León Competición TCR      | 96                         | Mikel Azcona               |                            |                            |
| Zengő Motorsport Services KFT             | Cupra León Competición TCR      | 99                         | Kismarty-Lechner Gábor     | Trophy                     | Trophy                     |
| Team Mulsanne                             | Alfa Romeo Giulietta Veloce TCR | 69                         | Jean-Karl Vernay           | Trophy                     | Trophy                     |
| Szabadkártyás részvevők                   |                                 |                            |                            |                            |                            |
| Team Mulsanne                             | Alfa Romeo Giulietta Veloce TCR | 25                         | Luca Filippi               |                            |                            |
| Target Competition                        | Hyundai i30 N TCR               | 28                         | José Manuel Sapag          |                            |                            |
| Forrás:                                   |                                 |                            |                            |                            |                            |

## Eredmények

### Első szabadedzés
| Poz.    | #   | Versenyző              | Csapat                                    | Autó                            | Köridő   | Különbség | Körszám |
| ------- | --- | ---------------------- | ----------------------------------------- | ------------------------------- | -------- | --------- | ------- |
| 1.      | 86  | Esteban Guerrieri      | ALL-INKL.COM Münnich Motorsport           | Honda Civic Type R TCR          | 2:05,936 |           | 13      |
| 2.      | 96  | Mikel Azcona           | Zengő Motorsport Services KFT             | Cupra León Competición TCR      | 2:06,045 | +0,109    | 18      |
| 3.      | 17  | Nathanaël Berthon      | Comtoyou Racing DHL Team Audi Sport       | Audi RS3 LMS TCR                | 2:06,049 | +0,113    | 15      |
| 4.      | 16  | Gilles Magnus          | Comtoyou Racing                           | Audi RS3 LMS TCR                | 2:06,586 | +0,650    | 15      |
| 5.      | 30  | Gabriele Tarquini      | BRC Hyundai N Lukoil Squadra Corse        | Hyundai i30 N TCR               | 2:06,729 | +0,793    | 14      |
| 6.      | 29  | Néstor Girolami        | ALL-INKL.COM Münnich Motorsport           | Honda Civic Type R TCR          | 2:06,763 | +0,827    | 15      |
| 7.      | 11  | Thed Björk             | Cyan Racing Performance Lynk & Co         | Lynk & Co 03 TCR                | 2:06,765 | +0,829    | 14      |
| 8.      | 18  | Tiago Monteiro         | ALL-INKL.DE Münnich Motorsport            | Honda Civic Type R TCR          | 2:06,802 | +0,866    | 17      |
| 9.      | 68  | Yann Ehrlacher         | Cyan Racing Lynk & Co                     | Lynk & Co 03 TCR                | 2:06,877 | +0,941    | 15      |
| 10.     | 1   | Michelisz Norbert      | BRC Hyundai N Lukoil Squadra Corse        | Hyundai i30 N TCR               | 2:06,913 | +0,977    | 17      |
| 11.     | 69  | Jean-Karl Vernay       | Team Mulsanne                             | Alfa Romeo Giulietta Veloce TCR | 2:07,045 | +1,109    | 16      |
| 12.     | 12  | Santiago Urrutia       | Cyan Racing Performance Lynk & Co         | Lynk & Co 03 TCR                | 2:07,046 | +1,110    | 17      |
| 13.     | 100 | Yvan Muller            | Cyan Racing Lynk & Co                     | Lynk & Co 03 TCR                | 2:07,247 | +1,311    | 16      |
| 14.     | 31  | Tom Coronel            | Comtoyou Racing DHL Team Audi Sport       | Audi RS3 LMS TCR                | 2:07,299 | +1,363    | 13      |
| 15.     | 55  | Boldizs Bence          | Zengő Motorsport Services KFT             | Cupra León Competición TCR      | 2:07,450 | +1,514    | 18      |
| 16.     | 8   | Luca Engstler          | Engstler Hyundai N Liqui Moly Racing Team | Hyundai i30 N TCR               | 2:07,698 | +1,762    | 16      |
| 17.     | 9   | Tassi Attila           | ALL-INKL.DE Münnich Motorsport            | Honda Civic Type R TCR          | 2:07,752 | +1,816    | 15      |
| 18.     | 34  | Aurélien Comte         | Vuković Motorsport                        | Renault Mégane R.S. TCR         | 2:08,087 | +2,151    | 15      |
| 19.     | 25  | Luca FilippiSZ         | Team Mulsanne                             | Alfa Romeo Giulietta Veloce TCR | 2:09,012 | +3,076    | 16      |
| 20.     | 97  | Nico Gruber            | Engstler Hyundai N Liqui Moly Racing Team | Hyundai i30 N TCR               | 2:10,391 | +4,455    | 16      |
| 21.     | 28  | José Manuel SapagSZ    | Target Competition                        | Hyundai i30 N TCR               | 2:11,264 | +5,328    | 16      |
| 22.     | 99  | Kismarty-Lechner Gábor | Zengő Motorsport Services KFT             | Cupra León Competición TCR      | 2:12,916 | +6,980    | 17      |
| Forrás: |     |                        |                                           |                                 |          |           |         |

- SZ — Szabadkártyás résztvevők

### Második szabadedzés
| Poz.    | #   | Versenyző              | Csapat                                    | Autó                            | Köridő   | Különbség | Körszám |
| ------- | --- | ---------------------- | ----------------------------------------- | ------------------------------- | -------- | --------- | ------- |
| 1.      | 86  | Esteban Guerrieri      | ALL-INKL.COM Münnich Motorsport           | Honda Civic Type R TCR          | 2:05,591 |           | 9       |
| 2.      | 96  | Mikel Azcona           | Zengő Motorsport Services KFT             | Cupra León Competición TCR      | 2:05,930 | +0,339    | 12      |
| 3.      | 29  | Néstor Girolami        | ALL-INKL.COM Münnich Motorsport           | Honda Civic Type R TCR          | 2:06,477 | +0,886    | 13      |
| 4.      | 9   | Tassi Attila           | ALL-INKL.DE Münnich Motorsport            | Honda Civic Type R TCR          | 2:06,517 | +0,926    | 11      |
| 5.      | 16  | Gilles Magnus          | Comtoyou Racing                           | Audi RS3 LMS TCR                | 2:06,575 | +0,987    | 12      |
| 6.      | 69  | Jean-Karl Vernay       | Team Mulsanne                             | Alfa Romeo Giulietta Veloce TCR | 2:06,608 | +1,017    | 12      |
| 7.      | 8   | Luca Engstler          | Engstler Hyundai N Liqui Moly Racing Team | Hyundai i30 N TCR               | 2:06,831 | +1,240    | 12      |
| 8.      | 1   | Michelisz Norbert      | BRC Hyundai N Lukoil Squadra Corse        | Hyundai i30 N TCR               | 2:06,875 | +1,284    | 11      |
| 9.      | 17  | Nathanaël Berthon      | Comtoyou Racing DHL Team Audi Sport       | Audi RS3 LMS TCR                | 2:06,975 | +1,384    | 10      |
| 10.     | 30  | Gabriele Tarquini      | BRC Hyundai N Lukoil Squadra Corse        | Hyundai i30 N TCR               | 2:07,065 | +1,474    | 10      |
| 11.     | 100 | Yvan Muller            | Cyan Racing Lynk & Co                     | Lynk & Co 03 TCR                | 2:07,084 | +1,493    | 11      |
| 12.     | 18  | Tiago Monteiro         | ALL-INKL.DE Münnich Motorsport            | Honda Civic Type R TCR          | 2:07,363 | +1,772    | 11      |
| 13.     | 11  | Thed Björk             | Cyan Racing Performance Lynk & Co         | Lynk & Co 03 TCR                | 2:07,374 | +1,783    | 10      |
| 14.     | 68  | Yann Ehrlacher         | Cyan Racing Lynk & Co                     | Lynk & Co 03 TCR                | 2:07,425 | +1,834    | 11      |
| 15.     | 31  | Tom Coronel            | Comtoyou Racing DHL Team Audi Sport       | Audi RS3 LMS TCR                | 2:07,527 | +1,936    | 10      |
| 16.     | 12  | Santiago Urrutia       | Cyan Racing Performance Lynk & Co         | Lynk & Co 03 TCR                | 2:07,532 | +1,941    | 10      |
| 17.     | 55  | Boldizs Bence          | Zengő Motorsport Services KFT             | Cupra León Competición TCR      | 2:07,594 | +2,003    | 12      |
| 18.     | 34  | Aurélien Comte         | Vuković Motorsport                        | Renault Mégane R.S. TCR         | 2:08,538 | +2,947    | 13      |
| 19.     | 25  | Luca FilippiSZ         | Team Mulsanne                             | Alfa Romeo Giulietta Veloce TCR | 2:09,477 | +3,886    | 7       |
| 20.     | 97  | Nico Gruber            | Engstler Hyundai N Liqui Moly Racing Team | Hyundai i30 N TCR               | 2:10,354 | +4,763    | 11      |
| 21.     | 28  | José Manuel SapagSZ    | Target Competition                        | Hyundai i30 N TCR               | 2:10,407 | +4,816    | 12      |
| 22.     | 99  | Kismarty-Lechner Gábor | Zengő Motorsport Services KFT             | Cupra León Competición TCR      | 2:12,460 | +6,859    | 11      |
| Forrás: |     |                        |                                           |                                 |          |           |         |

- SZ — Szabadkártyás résztvevők

### Időmérő edzés

#### Első etap
| Poz.    | #   | Versenyző              | Csapat                                    | Autó                            | Köridő   | Különbség | Pont |
| ------- | --- | ---------------------- | ----------------------------------------- | ------------------------------- | -------- | --------- | ---- |
| 1.      | 86  | Esteban Guerrieri      | ALL-INKL.COM Münnich Motorsport           | Honda Civic Type R TCR          | 2:05,665 |           | 5    |
| 2.      | 96  | Mikel Azcona           | Zengő Motorsport Services KFT             | Cupra León Competición TCR      | 2:06,184 | +0,519    | 4    |
| 3.      | 68  | Yann Ehrlacher         | Cyan Racing Lynk & Co                     | Lynk & Co 03 TCR                | 2:06,184 | +0,519    | 3    |
| 4.      | 18  | Tiago Monteiro*        | ALL-INKL.DE Münnich Motorsport            | Honda Civic Type R TCR          | 2:06,388 | +0,723    | 2    |
| 5.      | 9   | Tassi Attila           | ALL-INKL.DE Münnich Motorsport            | Honda Civic Type R TCR          | 2:06,447 | +0,782    | 1    |
| 6.      | 100 | Yvan Muller            | Cyan Racing Lynk & Co                     | Lynk & Co 03 TCR                | 2:06,607 | +0,942    |      |
| 7.      | 29  | Néstor Girolami        | ALL-INKL.COM Münnich Motorsport           | Honda Civic Type R TCR          | 2:06,701 | +1,036    |      |
| 8.      | 12  | Santiago Urrutia       | Cyan Racing Performance Lynk & Co         | Lynk & Co 03 TCR                | 2:06,789 | +1,124    |      |
| 9.      | 69  | Jean-Karl Vernay       | Team Mulsanne                             | Alfa Romeo Giulietta Veloce TCR | 2:06,952 | +1,278    |      |
| 10.     | 17  | Nathanaël Berthon      | Comtoyou Racing DHL Team Audi Sport       | Audi RS3 LMS TCR                | 2:06,998 | +1,333    |      |
| 11.     | 55  | Boldizs Bence          | Zengő Motorsport Services KFT             | Cupra León Competición TCR      | 2:07,478 | +1,813    |      |
| 12.     | 8   | Luca Engstler          | Engstler Hyundai N Liqui Moly Racing Team | Hyundai i30 N TCR               | 2:07,588 | +1,923    |      |
| 13      | 30  | Gabriele Tarquini      | BRC Hyundai N Lukoil Squadra Corse        | Hyundai i30 N TCR               | 2:06,652 | +1,987    |      |
| 14.     | 11  | Thed Björk             | Cyan Racing Performance Lynk & Co         | Lynk & Co 03 TCR                | 2:06,689 | +2,024    |      |
| 15.     | 1   | Michelisz Norbert      | BRC Hyundai N Lukoil Squadra Corse        | Hyundai i30 N TCR               | 2:06,799 | +2,134    |      |
| 16.     | 25  | Luca FilippiSZ         | Team Mulsanne                             | Alfa Romeo Giulietta Veloce TCR | 2:08,015 | +2,350    |      |
| 17.     | 31  | Tom Coronel            | Comtoyou Racing DHL Team Audi Sport       | Audi RS3 LMS TCR                | 2:08,048 | +2,383    |      |
| 18.     | 28  | José Manuel SapagSZ    | Target Competition                        | Hyundai i30 N TCR               | 2:09,376 | +3,711    |      |
| 19.     | 97  | Nico Gruber            | Engstler Hyundai N Liqui Moly Racing Team | Hyundai i30 N TCR               | 2:09,795 | +4,130    |      |
| 20.     | 99  | Kismarty-Lechner Gábor | Zengő Motorsport Services KFT             | Cupra León Competición TCR      | 2:10,360 | +4,695    |      |
| KIZ     | 16  | Gilles Magnus**        | Comtoyou Racing                           | Audi RS3 LMS TCR                | Kizárva  | Kizárva   |      |
| KIZ     | 34  | Aurélien Comte**       | Vuković Motorsport                        | Renault Mégane R.S. TCR         | Kizárva  | Kizárva   |      |
| Forrás: |     |                        |                                           |                                 |          |           |      |

- SZ — Szabadkártyás résztvevők

#### Második és harmadik etap
| Poz.    | #   | Versenyző         | Csapat                              | Autó                            | 2. etap              | 3. etap              | Pont |
| ------- | --- | ----------------- | ----------------------------------- | ------------------------------- | -------------------- | -------------------- | ---- |
| 1.      | 86  | Esteban Guerrieri | ALL-INKL.COM Münnich Motorsport     | Honda Civic Type R TCR          | 2:05,870             | 2:05,705             | 5    |
| 2.      | 9   | Tassi Attila      | ALL-INKL.DE Münnich Motorsport      | Honda Civic Type R TCR          | 2:06,211             | 2:06,267             | 4    |
| 3.      | 18  | Tiago Monteiro    | ALL-INKL.DE Münnich Motorsport      | Honda Civic Type R TCR          | 2:06,437             | 2:06,902             | 3    |
| 4.      | 29  | Néstor Girolami   | ALL-INKL.COM Münnich Motorsport     | Honda Civic Type R TCR          | 2:06,225             | 2:06,986             | 2    |
| 5.      | 96  | Mikel Azcona***   | Zengő Motorsport Services KFT       | Cupra León Competición TCR      | 2:05,520             |                      | 1    |
| 6.      | 69  | Jean-Karl Vernay  | Team Mulsanne                       | Alfa Romeo Giulietta Veloce TCR | 2:06,697             |                      |      |
| 7.      | 17  | Nathanaël Berthon | Comtoyou Racing DHL Team Audi Sport | Audi RS3 LMS TCR                | 2:07,063             |                      |      |
| 8.      | 68  | Yann Ehrlacher    | Cyan Racing Lynk & Co               | Lynk & Co 03 TCR                | 2:07,293             |                      |      |
| 9.      | 100 | Yvan Muller       | Cyan Racing Lynk & Co               | Lynk & Co 03 TCR                | 2:07,327             |                      |      |
| 10.     | 55  | Boldizs Bence     | Zengő Motorsport Services KFT       | Cupra León Competición TCR      | 2:08,294             |                      |      |
| 11.     | 12  | Santiago Urrutia  | Cyan Racing Performance Lynk & Co   | Lynk & Co 03 TCR                | Nem futott mért időt | Nem futott mért időt |      |
| KIZ     | 16  | Gilles Magnus**   | Comtoyou Racing                     | Audi RS3 LMS TCR                | Kizárva              | Kizárva              |      |
| Forrás: |     |                   |                                     |                                 |                      |                      |      |

- SZ — Szabadkártyás résztvevők

### Első futam
| Poz.    | #   | Versenyző              | Csapat                                    | Autó                            | Kör | Kategória | Kategória | Idő/Kiesés oka | Rajthely | Pont |
| ------- | --- | ---------------------- | ----------------------------------------- | ------------------------------- | --- | --------- | --------- | -------------- | -------- | ---- |
| 1.      | 86  | Esteban Guerrieri      | ALL-INKL.COM Münnich Motorsport           | Honda Civic Type R TCR          | 12  |           |           | 23:12,376      | 1        | 25   |
| 2.      | 68  | Yann Ehrlacher         | Cyan Racing Lynk & Co                     | Lynk & Co 03 TCR                | 12  |           |           | +0,500         | 3        | 20   |
| 3.      | 29  | Néstor Girolami        | ALL-INKL.COM Münnich Motorsport           | Honda Civic Type R TCR          | 12  |           |           | +1,105         | 6        | 16   |
| 4.      | 100 | Yvan Muller            | Cyan Racing Lynk & Co                     | Lynk & Co 03 TCR                | 12  |           |           | +1,759         | 5        | 13   |
| 5.      | 9   | Tassi Attila           | ALL-INKL.DE Münnich Motorsport            | Honda Civic Type R TCR          | 12  |           |           | +2,318         | 4        | 11   |
| 6.      | 96  | Mikel Azcona           | Zengő Motorsport Services KFT             | Cupra León Competición TCR      | 12  |           |           | +2,619         | 2        | 10   |
| 7.      | 12  | Santiago Urrutia       | Cyan Racing Performance Lynk & Co         | Lynk & Co 03 TCR                | 12  |           |           | +3,608         | 7        | 9    |
| 8.      | 8   | Luca Engstler          | Engstler Hyundai N Liqui Moly Racing Team | Hyundai i30 N TCR               | 12  | Újonc     |           | +4,514         | 11       | 8    |
| 9.      | 69  | Jean-Karl Vernay*      | Team Mulsanne                             | Alfa Romeo Giulietta Veloce TCR | 12  |           | Trophy    | +5,223         | 8        | 7    |
| 10.     | 11  | Thed Björk             | Cyan Racing Performance Lynk & Co         | Lynk & Co 03 TCR                | 12  |           |           | +5,412         | 13       | 6    |
| 11.     | 31  | Tom Coronel            | Comtoyou Racing DHL Team Audi Sport       | Audi RS3 LMS TCR                | 12  |           | Trophy    | +8,956         | 16       | 5    |
| 12.     | 17  | Nathanaël Berthon      | Comtoyou Racing DHL Team Audi Sport       | Audi RS3 LMS TCR                | 12  |           | Trophy    | +9,201         | 9        | 4    |
| 13.     | 25  | Luca FilippiSZ         | Team Mulsanne                             | Alfa Romeo Giulietta Veloce TCR | 12  |           |           | +9,658         | 15       |      |
| 14.     | 18  | Tiago Monteiro         | ALL-INKL.DE Münnich Motorsport            | Honda Civic Type R TCR          | 12  |           |           | +9,939         | 20       | 3    |
| 15.     | 16  | Gilles Magnus          | Comtoyou Racing                           | Audi RS3 LMS TCR                | 12  | Újonc     | Trophy    | +11,147        | 21       | 2    |
| 16.     | 55  | Boldizs Bence          | Zengő Motorsport Services KFT             | Cupra León Competición TCR      | 12  | Újonc     | Trophy    | +12,346        | 10       | 1    |
| 17.     | 34  | Aurélien Comte         | Vuković Motorsport                        | Renault Mégane R.S. TCR         | 12  |           | Trophy    | +12,718        | 22       |      |
| 18.     | 97  | Nico Gruber            | Engstler Hyundai N Liqui Moly Racing Team | Hyundai i30 N TCR               | 12  | Újonc     |           | +21,417        | 18       |      |
| 19.     | 99  | Kismarty-Lechner Gábor | Zengő Motorsport Services KFT             | Cupra León Competición TCR      | 12  |           | Trophy    | +40,052        | 19       |      |
| 20.     | 28  | José Manuel SapagSZ**  | Target Competition                        | Hyundai i30 N TCR               | 12  |           |           | +1:04,758      | 17       |      |
| 21.     | 1   | Michelisz NorbertLK    | BRC Hyundai N Lukoil Squadra Corse        | Hyundai i30 N TCR               | 11  |           |           | +1 kör         | 14       |      |
| Ki      | 30  | Gabriele Tarquini      | BRC Hyundai N Lukoil Squadra Corse        | Hyundai i30 N TCR               | 8   |           |           | Kiesett        | 12       |      |
| Forrás: |     |                        |                                           |                                 |     |           |           |                |          |      |

- SZ — Szabadkártyás résztvevők
- LK — Leggyorsabb kör
- Újonc — Újonc résztvevők
- Trophy — FIA WTCR Trophy résztvevők

### Második futam
| Poz.    | #   | Versenyző              | Csapat                                    | Autó                            | Kör | Kategória | Kategória | Idő/Kiesés oka | Rajthely | Pont |
| ------- | --- | ---------------------- | ----------------------------------------- | ------------------------------- | --- | --------- | --------- | -------------- | -------- | ---- |
| 1.      | 68  | Yann Ehrlacher         | Cyan Racing Lynk & Co                     | Lynk & Co 03 TCR                | 14  |           |           | 29:04,993      | 3        | 25   |
| 2.      | 100 | Yvan Muller            | Cyan Racing Lynk & Co                     | Lynk & Co 03 TCR                | 14  |           |           | +1,496         | 2        | 20   |
| 3.      | 69  | Jean-Karl Vernay       | Team Mulsanne                             | Alfa Romeo Giulietta Veloce TCR | 14  |           | Trophy    | +2,128         | 5        | 16   |
| 4.      | 12  | Santiago Urrutia       | Cyan Racing Performance Lynk & Co         | Lynk & Co 03 TCR                | 14  |           |           | +2,773         | 11       | 13   |
| 5.      | 1   | Michelisz NorbertLK    | BRC Hyundai N Lukoil Squadra Corse        | Hyundai i30 N TCR               | 14  |           |           | +4,935         | 15       | 11   |
| 6.      | 55  | Boldizs Bence          | Zengő Motorsport Services KFT             | Cupra León Competición TCR      | 14  | Újonc     | Trophy    | +6,247         | 1        | 10   |
| 7.      | 86  | Esteban Guerrieri      | ALL-INKL.COM Münnich Motorsport           | Honda Civic Type R TCR          | 14  |           |           | +6,657         | 10       | 9    |
| 8.      | 9   | Tassi Attila           | ALL-INKL.DE Münnich Motorsport            | Honda Civic Type R TCR          | 14  |           |           | +6,992         | 9        | 8    |
| 9.      | 18  | Tiago Monteiro         | ALL-INKL.DE Münnich Motorsport            | Honda Civic Type R TCR          | 14  |           |           | +7,676         | 8        | 7    |
| 10.     | 16  | Gilles Magnus          | Comtoyou Racing                           | Audi RS3 LMS TCR                | 14  | Újonc     | Trophy    | +9,048         | 21       | 6    |
| 11.     | 17  | Nathanaël Berthon*     | Comtoyou Racing DHL Team Audi Sport       | Audi RS3 LMS TCR                | 14  |           | Trophy    | +9,786         | 4        | 5    |
| 12.     | 11  | Thed Björk             | Cyan Racing Performance Lynk & Co         | Lynk & Co 03 TCR                | 14  |           |           | +9,991         | 14       | 4    |
| 13.     | 25  | Luca FilippiSZ         | Team Mulsanne                             | Alfa Romeo Giulietta Veloce TCR | 14  |           |           | +14,259        | 16       |      |
| 14.     | 97  | Nico Gruber            | Engstler Hyundai N Liqui Moly Racing Team | Hyundai i30 N TCR               | 14  | Újonc     |           | +15,167        | 19       | 3    |
| 15.     | 28  | José Manuel SapagSZ    | Target Competition                        | Hyundai i30 N TCR               | 14  |           |           | +16,850        | 18       | 2    |
| 16.     | 99  | Kismarty-Lechner Gábor | Zengő Motorsport Services KFT             | Cupra León Competición TCR      | 14  |           | Trophy    | +17,098        | 20       | 1    |
| 17.     | 31  | Tom Coronel**          | Comtoyou Racing DHL Team Audi Sport       | Audi RS3 LMS TCR                | 14  |           | Trophy    | +31,794        | 17       |      |
| 18.     | 30  | Gabriele Tarquini***   | BRC Hyundai N Lukoil Squadra Corse        | Hyundai i30 N TCR               | 14  |           |           | +37,942        | 13       |      |
| 19.     | 99  | Aurélien Comte**       | Vuković Motorsport                        | Renault Mégane R.S. TCR         | 14  |           | Trophy    | +12,528        | 22       |      |
| Ki      | 8   | Luca Engstler          | Engstler Hyundai N Liqui Moly Racing Team | Hyundai i30 N TCR               | 6   | Újonc     |           | Ütközés        | 12       |      |
| Ki      | 96  | Mikel Azcona           | Zengő Motorsport Services KFT             | Cupra León Competición TCR      | 2   |           |           | Ütközés        | 6        |      |
| Ki      | 29  | Néstor Girolami****    | ALL-INKL.COM Münnich Motorsport           | Honda Civic Type R TCR          | 1   |           |           | Ütközés        | 7        |      |
| Forrás: |     |                        |                                           |                                 |     |           |           |                |          |      |

- SZ — Szabadkártyás résztvevők
- LK — Leggyorsabb kör
- Újonc — Újonc résztvevők
- Trophy — FIA WTCR Trophy résztvevők

### Harmadik futam
| Poz.    | #   | Versenyző              | Csapat                                    | Autó                            | Kör | Kategória | Kategória | Idő/Kiesés oka | Rajthely | Pont |
| ------- | --- | ---------------------- | ----------------------------------------- | ------------------------------- | --- | --------- | --------- | -------------- | -------- | ---- |
| 1.      | 86  | Esteban Guerrieri      | ALL-INKL.COM Münnich Motorsport           | Honda Civic Type R TCR          | 15  |           |           | 28:48,553      | 1        | 25   |
| 2.      | 18  | Tiago MonteiroLK       | ALL-INKL.DE Münnich Motorsport            | Honda Civic Type R TCR          | 15  |           |           | +0,478         | 3        | 20   |
| 3.      | 29  | Néstor Girolami        | ALL-INKL.COM Münnich Motorsport           | Honda Civic Type R TCR          | 15  |           |           | +0,869         | 4        | 16   |
| 4.      | 96  | Mikel Azcona           | Zengő Motorsport Services KFT             | Cupra León Competición TCR      | 15  |           |           | +1,715         | 5        | 13   |
| 5.      | 69  | Jean-Karl Vernay       | Team Mulsanne                             | Alfa Romeo Giulietta Veloce TCR | 15  |           | Trophy    | +2,055         | 6        | 11   |
| 6.      | 9   | Tassi Attila           | ALL-INKL.DE Münnich Motorsport            | Honda Civic Type R TCR          | 15  |           |           | +3,354         | 2        | 10   |
| 7.      | 30  | Gabriele Tarquini      | BRC Hyundai N Lukoil Squadra Corse        | Hyundai i30 N TCR               | 15  |           |           | +3,654         | 13       | 9    |
| 8.      | 68  | Yann Ehrlacher         | Cyan Racing Lynk & Co                     | Lynk & Co 03 TCR                | 15  |           |           | +5,707         | 8        | 8    |
| 9.      | 100 | Yvan Muller            | Cyan Racing Lynk & Co                     | Lynk & Co 03 TCR                | 15  |           |           | +9,262         | 9        | 7    |
| 10.     | 1   | Michelisz Norbert      | BRC Hyundai N Lukoil Squadra Corse        | Hyundai i30 N TCR               | 15  |           |           | +9,476         | 15       | 6    |
| 11.     | 17  | Nathanaël Berthon      | Comtoyou Racing DHL Team Audi Sport       | Audi RS3 LMS TCR                | 15  |           | Trophy    | +10,169        | 7        | 5    |
| 12.     | 11  | Thed Björk             | Cyan Racing Performance Lynk & Co         | Lynk & Co 03 TCR                | 15  |           |           | +10,906        | 14       | 4    |
| 13.     | 31  | Tom Coronel            | Comtoyou Racing DHL Team Audi Sport       | Audi RS3 LMS TCR                | 15  |           | Trophy    | +13,159        | 17       | 3    |
| 14.     | 16  | Gilles Magnus          | Comtoyou Racing                           | Audi RS3 LMS TCR                | 15  | Újonc     | Trophy    | +13,508        | 21       | 2    |
| 15.     | 25  | Luca FilippiSZ         | Team Mulsanne                             | Alfa Romeo Giulietta Veloce TCR | 15  |           |           | +15,060        | 16       |      |
| 16.     | 99  | Luca Engstler          | Engstler Hyundai N Liqui Moly Racing Team | Hyundai i30 N TCR               | 15  | Újonc     |           | +15,273        | 12       | 1    |
| 17.     | 55  | Boldizs Bence          | Zengő Motorsport Services KFT             | Cupra León Competición TCR      | 15  | Újonc     | Trophy    | +15,861        | 10       |      |
| 18.     | 28  | José Manuel SapagSZ    | Target Competition                        | Hyundai i30 N TCR               | 15  |           |           | +21,681        | 18       |      |
| 19.     | 99  | Aurélien Comte         | Vuković Motorsport                        | Renault Mégane R.S. TCR         | 15  |           | Trophy    | +22,170        | 22       |      |
| 20.     | 97  | Nico Gruber            | Engstler Hyundai N Liqui Moly Racing Team | Hyundai i30 N TCR               | 15  | Újonc     |           | +22,749        | 19       |      |
| 21.     | 99  | Kismarty-Lechner Gábor | Zengő Motorsport Services KFT             | Cupra León Competición TCR      | 15  |           | Trophy    | +1:08,111      | 20       |      |
| Ki      | 12  | Santiago Urrutia       | Cyan Racing Performance Lynk & Co         | Lynk & Co 03 TCR                | 11  |           |           | Sérült autó    | 11       |      |
| Forrás: |     |                        |                                           |                                 |     |           |           |                |          |      |

- SZ — Szabadkártyás résztvevők
- LK — Leggyorsabb kör
- Újonc — Újonc résztvevők
- Trophy — FIA WTCR Trophy résztvevők

## Külsö hivatkozások
- A széria hivatalos weboldala Archiválva 2020. október 14-i dátummal a Wayback Machine-ben

## A világkupa élmezőnyének állása a hétvége után
| H | Versenyzők        | Pont | H | Konstruktőrök                   | Pont |
| - | ----------------- | ---- | - | ------------------------------- | ---- |
| 1 | Yann Ehrlacher    | 169  | 1 | Cyan Racing Lynk & Co           | 283  |
| 2 | Esteban Guerrieri | 147  | 2 | ALL-INKL.COM Münnich Motorsport | 253  |
| 3 | Yvan Muller       | 114  | 3 | Comtoyou DHL Team Audi Sport    | 193  |
| 4 | Néstor Girolami   | 106  | 4 | Cyan Performance Lynk & Co      | 146  |
| 5 | Jean-Karl Vernay  | 106  | 5 | ALL-INKL.DE Münnich Motorsport  | 138  |